# غونسالو آبرو
غونسالو آبرو هو لاعب كرة قدم برتغالي في مركز الهجوم، ولد في 25 يونيو 1986 في فونشال في البرتغال. لعب مع أتليتيكو كلوب دي برتغال ونادي إيرميس أراديبو ونادي فارزيم ونادي فييرينسي ونادي ماريتيمو.

## وصلات خارجية
- غونسالو آبرو على موقع قاعدة بيانات كرة القدم.إي يو (الإنجليزية)
- غونسالو آبرو على موقع Soccerway.com (الإنجليزية)
- غونسالو آبرو على موقع AS.com (الإسبانية)